# Leninskij Prospekt (Moskvas tunnelbana)
Leninskij Prospekt (ryska: Третьяковская) är en tunnelbanestation på Kaluzjsko–Rizjskajalinjen i Moskvas tunnelbana. 
Leninskij Prospekt byggdes 1962 och stationens konstruktion är en variant på den vanliga trevalvs-pelardesignen, genom att mittspannet är välvt.
Stationen har två ingångar, sammankopplade med gångtunnlar på östra sidan om boulevarden Leninskij Prospekt, vilken stationen är döpt efter, och med utgångar även till båda sidorna av Jurij Gagarin-torget. I mitten av stationen finns en tredje utgång som än så länge inte leder någonstans. Utgången är tänkt att i framtiden leda till järnvägsstationen Plosjtjad Gagarina. 

## Externa länkar

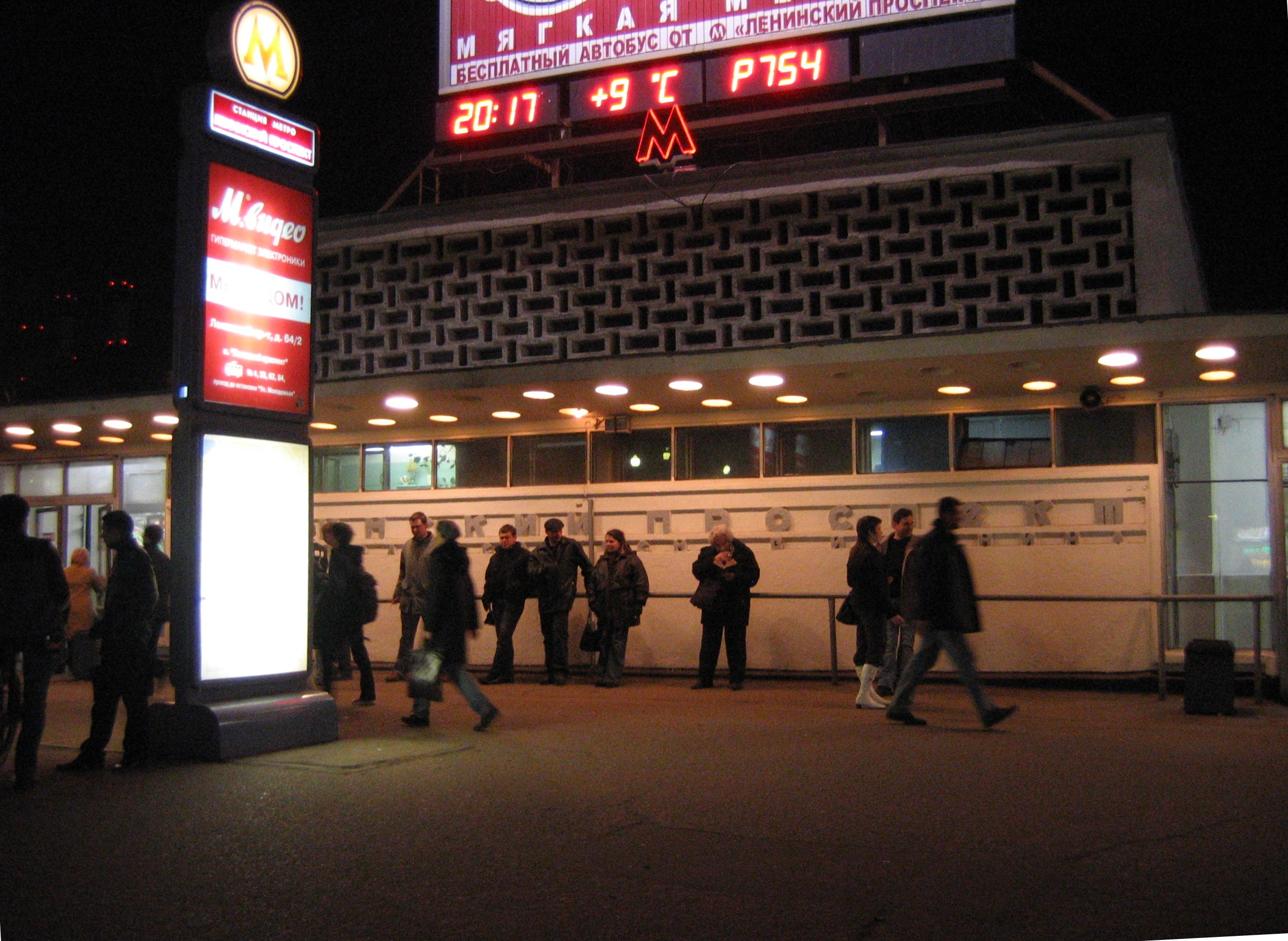
Vestibul